# Audrey Galy
Audrey Galy (30 de mayo de 1984) es una deportista francesa que compitió en remo. Ganó una medalla de oro en el Campeonato Mundial de Remo de 2004, en la prueba de cuatro sin timonel.

## Palmarés internacional
| Campeonato Mundial | Campeonato Mundial | Campeonato Mundial | Campeonato Mundial |
| Año                | Lugar              | Medalla            | Prueba             |
| ------------------ | ------------------ | ------------------ | ------------------ |
| 2004               | Bañolas (España)   | Medalla de oro     | Cuatro sin timonel |